# Organismo-modelo

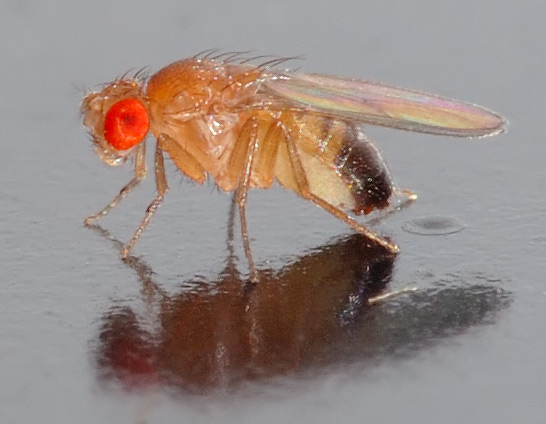
Drosophila melanogaster vista de lado

Os Organismos modelo são seres que ao longo da História da ciência se tornaram ferramentas de estudo importantes.

## História

### Estudos de Mendel
O uso de organismos modelo remonta ao trabalho de Gregor Mendel, que usou cruzamento entre variedades de ervilhas de jardim, Pisum sativum, para estabelecer regras básicas sobre herança. O uso de Mendel dessas variedades de ervilhas é instrutivo para nossa compreensão tanto do poder quanto da fraqueza do estudo de organismos modelo. Mendel estudou a herança de três características diferentes:
- Planta alta vs baixa,
- flores púrpura vs branca, e
- sementes lisas vs rugosas.

Todas elas são herdadas como diferenças simples monogênicas. Os híbridos entre as variedades com características contrastantes eram idênticos a um dos dois genitores, enquanto os híbridos produziam uma prole apresentando um dos tipos parentais e alguns apresentando o outro tipo parental em proporções repetidas. Assim, um cruzamento entre uma variedade púrpura e uma variedade branca produzia prole púrpura, enquanto um cruzamento entre híbridos produziria prole púrpura e branca em uma proporção de 3:1. Além disso, se duas variedades diferiam em duas características, uma diferença de característica, digamos, púrpura versus branca, era independente em sua herança da outra característica, digamos, alta versus baixa. Como resultado dessas observações, Mendel propôs duas observações:
1. Lei da segregação dos fatores e
2. Lei da segregação independente.

## Características
Os organismos modelo sempre estiveram na fronteira da genética. Inicialmente no desenvolvimento histórico de um organismo modelo, um pesquisador seleciona um organismo devido a alguma característica que se adapta particularmente bem ao estudo de um processo genético no qual o pesquisador estar interessado. O conselho nos últimos cem anos tem sido "escolha bem seu organismo". Por exemplo, os fungos ascomicetos tais como Saccharomyces cerevevitae e Neuruospora crassa, são bem adaptados ao estudo dos processos meióticos, tais como o crossing-over, devido a sua característica única, o asco, manter juntos os produtos de uma única meiose.
Espécies diferentes tendem a apresentar processos marcantemente similares, mesmo de grandes  grupos, tais como os eucariontes. Assim, podemos razoavelmente esperar que o que é aprendido em uma espécie pode ser pelo menos parcialmente aplicado a outras. Em particular, os geneticistas têm estado alerta para novas descobertas de pesquisa que possam ser aplicadas a nossa própria espécie. Os humanos são relativamente difíceis de estudar a nível genético, logo os avanços em genética humana devem muito ao trabalho de mais de um século em organismos modelo.
Todos os organismos modelo têm bem mais que uma característica útil para o estudo genético ou outros biológicos. Assim uma vez que um organismo modelo é desenvolvido por algumas pessoas com um interesse específico, ele age como um núcleo para o desenvolvimento de uma comunidade de pesquisadores, um grupo com um interesse nas várias características de um determinado organismo modelo. Existem comunidades organizadas de pesquisa para estes organismos modelo, estes possibilitam o fornecimento de serviços importantes, tais como bancos de dados de informação de pesquisas, técnicas, estoques genéticos, clones, bibliotecas de DNA e sequências genômicas. 
Outra vantagem para um pesquisador individual em pertencer a tal comunidade é que ele ou ela podem desenvolveram "interesse pelo organismo" (uma frase da geneticista de milho ganhadora do Prêmio Nobel Barbara McClintock). Esta ideia é difícil de explicar, mas significa a compreensão dos mesmos  mecanismos gerais de um organismo. Nenhum processo vivo ocorre isoladamente, logo o conhecimento do funcionamento geral de um organismo geralmente é benéfico em tentar compreender um processo e interpretá-lo em seu contexto apropriado.
À medida que o banco de dados para cada organismo modelo se amplia (e atualmente isto está ocorrendo em uma velocidade acelerada graças à genômica), os geneticistas são mais e mais capazes de obter uma visão holística, englobando os trabalhos integrados de toda a constituição do organismo. Deste modo, os organismos modelo tornaram -se não só modelos para processos isolados mas também modelos de processos integrados de vida. O termo biologia de sistemas é usado para descrever estes enfoque holístico.

### Exemplos
- Escherichia coli, bactéria unicelular.
- Saccharomyces cerevisiae, ascomicetos, "fermento de padaria", ou simplesmente levedura.
- Neurospora crassa, fungo laranja do pão.
- Arabidopsis thaliana, um membro da família Brassicaceae (couve).
- Caenorhabditis elegans, verme arredondado do solo.
- Drosophila melanogaster, mosca-das-frutas.
- Mus musculus, camundongos.

## Necessidade de uma variedade de organismos modelo
Embora o uso de um organismo modelo particular possa revelar características gerais de herança e desenvolvimento, nós não podemos saber o quanto essas características são gerais a menos que sejam feitos experimentos com uma variedade de características herdadas em uma variedade de organismos modelo com padrões muito diferentes de reprodução e desenvolvimento.
Organismos modelo foram escolhidos em parte por suas propriedades biológicas diferentes e em parte pelo pequeno tamanho dos indivíduos, curto tempo de geração, e facilidade com a qual podem ser cultivados e cruzados sob condições simples de controle. Para o estudo da genética de vertebrados, os camundongos são preferidos em relação aos elefantes.
A necessidade de estudar uma ampla gama de características biológicas e genéticas levou a uma variedade de organismos modelo de cada um dos grupos biológicos básicos.

### Vírus
Os vírus que infectam bactérias, chamados bacteriófagos, são os principais organismo modelo.

### Procariontes
Estes organismos vivos unicelulares não têm membrana nuclear  e não tem compartimentos intracelulares. Embora exista uma forma especial de reprodução e alteração genética entre as células procarióticas, elas são essencialmente haploides durante suas vidas. A bactéria do tubo digestivo Escherichia coli é o modelo comum.

### Eucariontes
Todas as demais formas de vida celular são feitas de uma ou mais células com uma membrana nuclear e compartimentos celulares.

#### Leveduras
As leveduras são fungos unicelulares que em geral se reproduzem por divisão de células haploides para formar colônias, mas também se reproduzem sexualmente pela fusão de suas células. O produto diploide dessa fusão pode se reproduzir por divisão celular e formação de colônia, mas é seguido de meiose e produção de esporos haploides que dão origem a novas colônias haploides. Saccharomyces cerevisae é a espécie modelo usual.

#### Fungos filamentosos
Nestes fungos a divisão nuclear e o crescimento produzem longos  filamentos ramificados separados irregularmente em "células" por membranas e paredes celulares, mas um único desses compartimentos celulares pode conter mais de um núcleo haploide. Uma fusão de dois filamentos resultará em um núcleo diploide que então sofrerá meiose para produzir um corpo frutífero de células haploides. Nos fungos, a Neurospora é o organismo modelo padrão.
A importância das bactérias, leveduras e fungos filamentosos para os geneticistas está em sua bioquímica básica. Para seu metabolismo e crescimento, eles precisam apenas de uma fonte de carbono, como açúcar, alguns minerais, como o cálcio, e, em alguns casos uma vitamina, como a biotina. Todos os outros componentes químicos da célula, incluindo todos os aminoácidos e nucleotídeos, são sintetizados por sua maquinaria celular. Assim, é possível estudar os efeitos das mudanças genéticas nas vias bioquímicas mais básicas.

### Organismos multicelulares
Para o estudo genético da diferenciação das células, tecidos e órgãos, bem como o desenvolvimento da forma do corpo, é necessário usar organismos mais complexos. Estes organismos devem ser fáceis de cultivar sob condições controladas, ter ciclos de vida curto o suficiente para permitir experimentos de cruzamentos por muitas gerações e serem pequenos suficiente para a produção de grandes números de indivíduos. 

#### Arabidopsis thaliana
Arabidopsis thaliana é uma pequena planta com flores que pode ser cultivadas em grandes números em estufas ou no laboratório. Ela tem genoma pequeno contido em apenas cinco cromossomos. É um modelo ideal para o estudo do desenvolvimento de plantas superiores e a comparação do desenvolvimento de animais e plantas e estrutura do genoma. 

#### Drosophila melanogaster
Drosophila melanogaster é uma mosca de fruta com apenas quatro cromossomos. No estágio lavar esses cromossomos têm um padrão bem acentuado de bandeamento que possibilita observar mudanças físicas, tais como deleções e duplicações, que podem ser correlacionadas a alterações genéticas na morfologia e na bioquímica. O desenvolvimento da Drosophila produz segmentos corpóreos na ordem anterior-posterior que é um exemplo de plano corpóreo básico comum aos invertebrados e vertebrados.

#### Caenorhabditis elegans
Caenorhabditis elegans, é um pequeno nematelminto com um total de apenas alguns milhares de células adultas. Elas formam um sistema nervoso; um tubo digestivo com uma boca, faringe e ânus; e um sistema reprodutivo que pode produzir tanto ovócito quanto espermatozoides.

#### Mus musculus
Mus musculus, é um camundongo caseiro, o organismo modelo para os vertebrados. Ele foi estudado para comparar a base genética do desenvolvimento dos vertebrados e invertebrados, bem como explorar a genética dos sistemas de antígeno-anticorpo, das interações materno-fetais no útero, e na compreensão da genética do câncer